# Emily Craig
Emily Craig, född den 30 november 1992 i Pembury, är en brittisk roddare.

## Karriär
Vid OS 2024 i Paris tog Emily Craig guld tillsammans med Imogen Grant i lättviktsdubbelsculler.